# Нижнеилимский район
Нижнеили́мский райо́н — административно-территориальное образование (район) и муниципальное образование (муниципальный район) в Иркутской области России.
Административный центр — город Железногорск-Илимский.

## География
Граничит с Братским, Усть-Кутским, Усть-Илимским и Усть-Удинским районами. Площадь — 18 879 км²
Районный центр расположен в 240 км от Братска, 235 км от Усть-Илимска, 160 км от Усть-Кута.
Нижнеилимский район приравнен к районам Крайнего Севера.

## История
Более ста лет Илимское воеводство было населённой частью Прибайкалья и всей Восточной Сибири. Отсюда шли переселенцы осваивать присоединённые Даурские земли, в Якутск, Охотск, на Камчатку. Илимск принимал виднейших путешественников, учёных, прославленных открывателей новых земель.
По наказу, подписанному императором Петром I, в сентябре 1725 года в Илимск прибыл Витус Беринг и его сподвижники по Великой Камчатской экспедиции для снаряжения экспедиции провиантом, инструментом, пополнения команды.
С января 1792 года по февраль 1797 года в Илимске отбывал ссылку русский писатель Александр Радищев, сосланный в Сибирь императрицей Екатериной II за книгу «Путешествие из Петербурга в Москву».
Датой основания Нижнеилимского района следует считать 28 июня 1926 года, когда согласно Постановлению ВЦИК Иркутская губерния, вошедшая в состав Сибирского края, была упразднена и разделена на округа и районы. Нижнеилимский район с центром в селе Нижнеилимске стал входить в состав Тулунского округа и находился в нём до 1930 года.
В 1930-х годах в Нижнеилимском районе были проведены первые детальные геолого-разведочные и геофизические работы на Коршуновском железорудном месторождении, а 1 апреля 1965 года Коршуновский горно-обогатительный комбинат отгрузил первые тонны железорудного концентрата, и, тем самым, вошёл в число действующих горных предприятий третьей металлургической базы страны.

## Население
| 1939    | 1959    | 1970    | 1979    | 1989    | 2002    | 2009    |
| ------- | ------- | ------- | ------- | ------- | ------- | ------- |
| 14 590  | ↗18 296 | ↗61 401 | ↗66 501 | ↗77 291 | ↘63 727 | ↘59 168 |
| 2010    | 2011    | 2012    | 2013    | 2014    | 2015    | 2016    |
| ↘55 096 | ↘54 792 | ↘53 629 | ↘52 445 | ↘51 417 | ↘50 595 | ↘49 890 |
| 2017    | 2021    |         |         |         |         |         |
| ↘49 049 | ↘43 599 |         |         |         |         |         |

### Урбанизация
Городское население (города Железногорск-Илимский, посёлки городского типа Видим, Новая Игирма, Радищев, Рудногорск, Хребтовая и Янгель) составляет  85,16 % от всего населения района.

## Муниципально-территориальное устройство
В муниципальный район входят 17 муниципальных образований, в том числе 7 городских поселений и 10 сельских поселений, а также межселенные территории без какого-либо статуса муниципального образования:
| №         | Муниципальное образование | Административный центр      | Количество населённых пунктов | Население (чел.) | Площадь (км²) |
| --------- | ------------------------- | --------------------------- | ----------------------------- | ---------------- | ------------- |
| 1e-06     | Городские поселения       |                             |                               |                  |               |
| 1         | Видимское                 | пгт Видим                   | 3                             | ↘1694            | 236,09        |
| 2         | Железногорское            | город Железногорск-Илимский | 1                             | ↘21 621          | 496,89        |
| 3         | Новоигирминское           | пгт Новая Игирма            | 1                             | ↘9137            | 260,06        |
| 4         | Радищевское               | пгт Радищев                 | 1                             | ↘893             | 120,05        |
| 5         | Рудногорское              | пгт Рудногорск              | 1                             | ↘2634            | 139,23        |
| 6         | Хребтовское               | пгт Хребтовая               | 2                             | ↘1043            | 396,41        |
| 7         | Янгелевское               | пгт Янгель                  | 1                             | ↘878             | 127,51        |
| 7.000002  | Сельские поселения        |                             |                               |                  |               |
| 8         | Березняковское            | посёлок Березняки           | 2                             | ↘1761            | 342,52        |
| 9         | Брусничное                | посёлок Брусничный          | 1                             | ↘339             | 137,39        |
| 10        | Дальнинское               | посёлок Дальний             | 1                             | ↘290             | 253,28        |
| 11        | Заморское                 | посёлок Заморский           | 1                             | ↘297             | 214,07        |
| 12        | Коршуновское              | посёлок Коршуновский        | 1                             | ↘792             | 133,02        |
| 13        | Новоилимское              | посёлок Новоилимск          | 1                             | ↘720             | 249,37        |
| 14        | Речушинское               | посёлок Речушка             | 1                             | ↘1099            | 179,84        |
| 15        | Семигорское               | посёлок Семигорск           | 2                             | ↘668             | 311,56        |
| 16        | Соцгородское              | посёлок Соцгородок          | 2                             | ↘497             | 202,29        |
| 17        | Шестаковское              | посёлок Шестаково           | 3                             | ↘674             | 150,44        |
| 17.000003 |                           |                             |                               |                  |               |
| 17.000004 | межселенные территории    |                             | 4                             |                  | 14929,20      |

Законом от 5 декабря 2022 года статус Шестаковского муниципального образования изменён с городского на сельское поселение.

## Населённые пункты
В Нижнеилимском районе 29 населённых пунктов, в том числе 7 городских (среди которых 1 город и 6 рабочих посёлков), а также 22 сельских населённых пункта.
| №  | Населённый пункт      | Тип                 | Население | Муниципальное образование                 |
| -- | --------------------- | ------------------- | --------- | ----------------------------------------- |
| 1  | Березняки             | посёлок             | ↘1113     | Березняковское муниципальное образование  |
| 2  | Брусничный            | посёлок             | ↘339      | Брусничное муниципальное образование      |
| 3  | Видим                 | рабочий посёлок     | ↘930      | Видимское муниципальное образование       |
| 4  | Дальний               | посёлок             | ↘290      | Дальнинское муниципальное образование     |
| 5  | Железногорск-Илимский | город               | ↘21 621   | Железногорское муниципальное образование  |
| 6  | Заморский             | посёлок             | ↘297      | Заморское муниципальное образование       |
| 7  | Заярск                | посёлок             | ↘47       | межселенные территории                    |
| 8  | Игирма                | посёлок             | ↘803      | Березняковское муниципальное образование  |
| 9  | Каймоновский          | посёлок             | ↘423      | Видимское муниципальное образование       |
| 10 | Карстовая             | деревня             | ↘6        | Хребтовское муниципальное образование     |
| 11 | Коршуновский          | посёлок             | ↘792      | Коршуновское муниципальное образование    |
| 12 | Мерзлотная            | посёлок             | ↘30       | Семигорское муниципальное образование     |
| 13 | Миндей 1-й            | посёлок             | →0        | межселенные территории                    |
| 14 | Новая Игирма          | рабочий посёлок     | ↘9137     | Новоигирминское муниципальное образование |
| 15 | Новоилимск            | посёлок             | ↘720      | Новоилимское муниципальное образование    |
| 16 | Радищев               | рабочий посёлок     | ↘893      | Радищевское муниципальное образование     |
| 17 | Речушка               | посёлок             | ↘1099     | Речушинское муниципальное образование     |
| 18 | Рудногорск            | рабочий посёлок     | ↘2634     | Рудногорское муниципальное образование    |
| 19 | Селезнёво             | посёлок ж/д станции | →2        | межселенные территории                    |
| 20 | Селезневский          | посёлок             | →49       | Шестаковское муниципальное образование    |
| 21 | Семигорск             | посёлок             | ↘781      | Семигорское муниципальное образование     |
| 22 | Сохатый               | участок             | →1        | Соцгородское муниципальное образование    |
| 23 | Соцгородок            | посёлок             | ↘601      | Соцгородское муниципальное образование    |
| 24 | Суворовский           | посёлок             | ↘443      | Шестаковское муниципальное образование    |
| 25 | Хребтовая             | рабочий посёлок     | ↘1037     | Хребтовское муниципальное образование     |
| 26 | Чёрная                | посёлок ж/д станции | ↘15       | межселенные территории                    |
| 27 | Чистополянский        | посёлок             | ↗550      | Видимское муниципальное образование       |
| 28 | Шестаково             | посёлок             | ↘463      | Шестаковское муниципальное образование    |
| 29 | Янгель                | рабочий посёлок     | ↘878      | Янгелевское муниципальное образование     |

Шестаково с 1956 до 2022 гг. имело статус рабочего посёлка.
Законом Иркутской области от 02.05.2024 № 34-ОЗ был упразднён посёлок Миндей 2-й.

## Природные ресурсы
Наиболее доступные и освоенные природные ресурсы района — лес и железные руды.
Общий запас древесины составляет 313 млн кубометров, расчётная лесосека по Нижнеилимскому району 3,5 млн кубометров. Велики запасы железной руды. На правом берегу рек Игирмы и Илима расположено уникальное Игирминское месторождение кварцевых песков с неограниченными запасами, на левом берегу реки Игирмы залегает месторождение доломинезированных известняков.

## Промышленность
Наибольшая часть промышленного производства района приходится на долю горнодобывающей (63 %) и лесоперерабатывающей (35,6 %) промышленности. В Нижнеилимком районе производится железнорудный концентрат, пиломатериал, формовочный песок.
Кварцевый песок добывает АО «Янгелевский ГОК», являясь владельцем лицензии на разработку Игирминского месторождения кварцевого песка. Месторождение является одним из самых крупных в мире, его потенциал превышает 10 % общероссийских запасов кварцевого песка.
Основными предприятиями района являются Коршуновский горно-обогатительный комбинат и российско-японское совместное предприятие «Игирма-Тайрику».

## Социальная сфера
В районе имеются музыкальные школы, дома культуры, библиотеки, художественные школы, кинотеатры, государственный музей имени академика М. К. Янгеля, краеведческий музей, галерея современного искусства, дом-музей М. К. Янгеля в посёлке Березняки, народный театр «Зеркало».
В районе около 30 общеобразовательных школ, детские сады и ясли, вечерний горно-металлургический техникум, филиал Иркутского политехнического университета, профессионально-технический лицей № 33 (ликвидировано),  детские клубы.
Работает спортивный салон «Горняк», прекрасный плавательный бассейн с 50-метровой дорожкой, спортивно-оздоровительный комплекс «Юность», спортивные клубы по боксу, футболу, хоккею, восточной борьбе.
В 1979 году Железногорск-Илимский Нижнеилимского района стал городом-побратимом японского города Сакаты.